# Carlos Cuarteroni
Carlos Domingo Antonio Genaro Cuarteroni Fernández (Cádiz, España,19 de septiembre de 1816 -íd., 12 de marzo de 1880) fue un capitán de navío mercante, comerciante de la Carrera de Indias, pescador de perlas y carey, explorador, cartógrafo, aventurero abolicionista español y prefecto apostólico de Labuán y Borneo.

## Biografía
Fue el cuarto de los nueve hijos del comerciante italiano Giovanni Cuarteroni, aprovisionador de buques, y de la española Ramona Fernández, natural de Sanlúcar de Barrameda. Aunque le estaba prohibida la carrera naval militar por ser hijo de comerciante, estudió náutica en Cádiz ingresando en 1829 a una academia particular para poder ser piloto de buques mercantes, academia en la que sobresalió entre los demás alumnos según su preparador. Con 13 años hizo su primer viaje a Manila como agregado del piloto del Indiana, que cubría la ruta o carrera de Filipinas. 
En 1831 volvió a Cádiz para acceder al grado de tercer piloto. Cuatro años más tarde se examinó en Manila como segundo. Con solo 19 años tomó ya el mando de un bergantín y realizó seis viajes por Filipinas desde Hong Kong, Singapur y Cantón. Después comandó la fragata Buen Suceso durante dos años. Con esto obtuvo en 1841 el título de capitán de la Marina Sutil en Filipinas. Hablaba inglés, francés, tagalo y bisayo de Filipinas, el malayo y otros muchos dialectos.
Pero en 1842 abandonó su puesto de capitán mercante y empezó su vida aventurera. Compró la goleta Mártires de Tonkín en Manila y con una tripulación de 27 filipinos se dedicó a buscar perlas y a obtener carey pescando tortugas en el Mar de China. Además buscó el Christian, un buque inglés hundido en el que sabía había un tesoro en monedas de plata proveniente del comercio del opio en China. Lo encontró tras 14 meses de búsqueda sobre un arrecife a 118.º 55" 03 de longitud y 8.º 51" 13 de latitud. 
Depositó el tesoro en Hong Kong y no en Manila, con lo que despertó suspicacias, pero repartió legalmente el botín entre los ingleses afectados y sus hombres. Con 26 años ya era inmensamente rico. 
En 1846 comenzó a explorar privadamente la isla de Borneo y a cartografiar sus viajes. Los gobiernos de España y Filipinas le requirieron esos mapas, pese a que carecía de apoyo gubernamental. Corrigió errores cartográficos y fue pionero en describir las costas de Labuán y Borneo, sus pueblos y etnias, sus costumbres, la esclavitud y los piratas musulmanes malayos, con los que tuvo encontronazos. Contó su historia a su amigo sir James Brooke, primer rajá blanco de la provincia de Sarawak, que adquiriera sus dominios al Sultán de Brunéi. Posiblemente en estas fuentes se inspiró el novelista Emilio Salgari para escribir su epopeya Sandokán. 
En 1846, mientras cartografiaba las costas, empezó a gastar su fortuna en comprar a los piratas malayos los esclavos cristianos, visitando sus puertos más peligrosos. Luego los devolvía, libres, a sus lugares de origen, sobre todo Filipinas. A bordo del Mártires del Tonkín recorrió durante ocho años la ruta de la esclavitud malaya. Adquirió una goleta inglesa, la Lynx, que se había dedicado al tráfico de opio y que tuvo que quemar con toda su carga para evitar ser encarcelado por las autoridades españolas en Filipinas. 
Se convirtió en un abolicionista fanático y convencido para el resto de su vida; agotada su fortuna en este cometido, se presentó en Roma ante el papa Pío IX para fundar la primera congregación religiosa en Borneo destinada a frenar la esclavitud. Se hizo monje trinitario de la Orden de Propaganda Fide. En 1857 ya era prefecto apostólico de Labuán y Borneo, el primero de su historia. Se entrevistó con el Sultán de Brunéi y con Brooke, que le dieron permiso de cesión de tierras para crear las misiones católicas hoy día aún activas. 
En 1855 envió a Roma un completísimo tratado: Spiegazione e traduzione dei XIV Quadri relativi alle isole di Salibaboo, Talaor, Sanguey, Nanuse, Mindanao, Celebes, Bornéo, Bahalatolis, Tambisan, Sulu, Toolyan. Este supone un amplio estudio de estas islas desconocidas hasta entonces. Este tratado, y gran parte de sus cartas, se encuentran hoy expuestas en el Museo Misionero de Propaganda Fide, en Roma. Tras visitar en Roma al papa León XIII, falleció en Cádiz el 12 de marzo de 1880. Yace en la cripta de la catedral de Cádiz y dio nombre a un arrecife frente a las costas de Borneo. Sandokán, héroe de leyenda del novelista Emilio Salgari inspirado en su persona, vio la luz en 1893.

## Obras
- Spiegazione e traduzione dei XIV Quadri relativi alle isole di Salibaboo, Talaor, Sanguey, Nanuse, Mindanao, Celebes, Bornéo, Bahalatolis, Tambisan, Sulu, Toolyan, Roma, Tipografia della Propaganda Fide, 1855.
- Epistolario manuscrito.